# AT&T Stadium

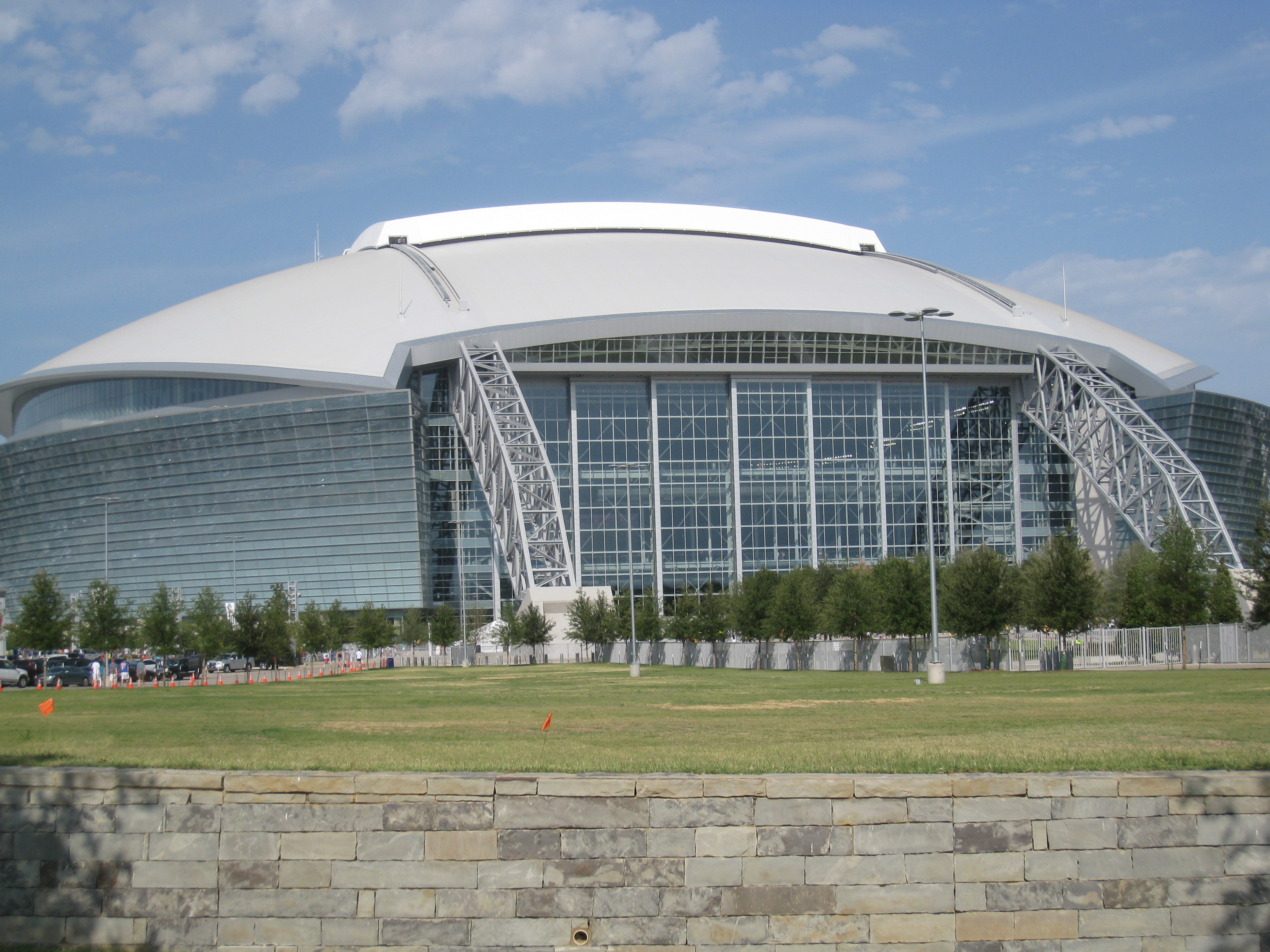
AT&T Stadium 2009.

AT&T Stadium, tidigare kallad Cowboys Stadium, är en idrottsarena i Arlington i Texas i USA, som är en förstad till Dallas. Arenan är hemmaarena för Dallas Cowboys, en klubb i amerikansk fotboll som spelar i National Football League (NFL).
AT&T Stadium är världens största inomhusarena och är utrustad med världens näst största HDTV-skärm, som mäter 49 gånger 22 meter.
AT&T Stadium har 80 000 sittplatser och plats för totalt 111 000 åskådare inklusive ståplatser. Publikrekordet är 108 713 och sattes den 14 februari 2010 under all star-matchen i National Basketball Association (NBA).
Anläggningen har konstgräsbeläggning och invigdes den 29 maj 2009.